# Österreichische Expedition gegen Marokko (1829)
Die Österreichische Expedition gegen Marokko im Jahr 1829 war ein erfolgreiches Unternehmen der österreichischen Marine zur Befreiung eines durch Marokko gekaperten österreichischen Handelsschiffes und seiner Besatzung.

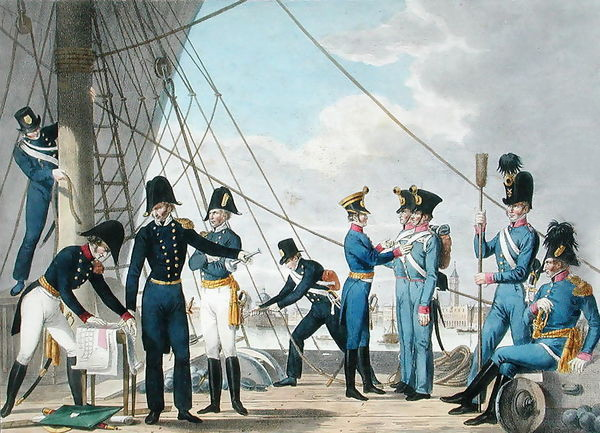
Österreichische Seeoffiziere und Marinesoldaten in den 1820ern

Österreich und Marokko traten erstmals 1783 in diplomatische Beziehungen. Am 17. April 1783 wurde in Wien ein Freundschafts- und Handelsvertrag unterzeichnet. Als Folge des Friedens von Campo Formio annektierte Österreich 1797 die Republik Venedig und erhielt dadurch einen bedeutenden Zuwachs seiner Handelsflotte. Um sich gegen Kaperei marokkanischer Korsaren abzusichern, hatte Venedig seit 1765 Tribute an Marokko gezahlt. Diese Zahlungen stellte Österreich ein. Darauf begannen im Jahr 1803 marokkanische Korsaren, österreichische Handelsschiffe zu kapern. Allerdings war es dem österreichischen Gesandten Charles-Marie Mogniat de Pouilly möglich, im November 1805 den Freundschafts- und Handelsvertrag mit dem marokkanischen Sultan Sulaiman zu erneuern.
Der im Jahr 1827 unterzeichnete Handels- und Schifffahrtsvertrag zwischen Brasilien und Österreich führte zu einem regen Handelsverkehr zwischen beiden Staaten. Auf der Fahrt von Triest nach Rio de Janeiro wurde im Sommer 1828 die österreichische Handels-Brigantine Veloce vor Cádiz von der marokkanischen Brigg Rabia-el-Gheir gekapert und nach Rabat gebracht. Unter dem Oberbefehl von Korvettenkapitän Franz Bandiera segelte eine österreichische Flotte von vier Schiffen, die Korvetten Carolina (26 Geschütze), Adria (20 Geschütze), die Brigg Veneto und der Schoner Enrichetta, nach Gibraltar. Wegen schwierigen Witterungsverhältnissen konnte das Ziel erst im Jänner 1829 erreicht werden. In Gibraltar begannen dann Verhandlungen zwischen dem österreichischen Gesandten Wilhelm von Pflügl, der die Flotte begleitet hatte, und dem marokkanischen Generalkonsul Judah Benoliel.
Zwar konnte die Befreiung der 13-köpfigen Mannschaft und eine Entschuldigung der marokkanischen Regierung – die beteuerte, dass diese Aktion von ihr nicht autorisiert gewesen sei – erwirkt werden, die Übergabe der Veloce und die Zahlung einer Entschädigung wurde allerdings abgelehnt. Darauf ließ Bandiera marokkanische Häfen blockieren. Mit der Carolina, der Adria und der Veneto ließ er am 3. Juni 1829 die Stadt Larache bombardieren und einen Landungstrupp (befehligt von Paul Zimburg von Reinerz) von 136 Mann im Hafen landen, um dort die zwei ankernden marokkanischen Briggs zu versenken. Die marokkanischen Schiffe konnten ohne Gegenwehr mithilfe von Raketen in Brand gesetzt werden, allerdings kam es beim Rückzug zum Gefecht. Die Verluste der Österreicher betrugen 22 Tote und 14 Verwundete, die Marokkos ca. 150 Mann. Auch die Städte Asilah und Tétouan wurden bombardiert. Im Januar 1830 signalisierte die marokkanische Regierung Verhandlungsbereitschaft, infolge dessen in Gibraltar am 2. Februar 1830 zwischen Österreich und Marokko ein Vorfriedensvertrag unterzeichnet wurde. Am 19. März 1830 wurde der Friedens- und Handelsvertrages von 1783 bzw. von 1805 erneuert und die Veloce an die Österreicher ausgeliefert.